# Kunraticko-michelský les
Kunratický les, hovorově Kunraťák (též označován za Krčský les, popř. Krčák, severozápadní část se jmenuje Michelský les) je zalesněná souvislá plocha přibližně 300 hektarů na území hlavního města Prahy, která se nachází na území Kunratic. Les je izolován od jiných lesních ploch městskou zástavbou, což neumožňuje volnou migraci živočišných společenstev. Ročně je les navštíven okolo 678 tisíci návštěvníky, kteří jej využívají pro krátkodobou relaxaci snadno dosažitelnou v oblasti Prahy.

## Prostředí a historie
Rybník Labuť je na mapách zakreslen již roku 1840. Jižní část lesa roku 1841 vlastnil Karl Korb von Weidenheim starší. Roku 1923 koupilo střední část lesa město Praha. Nejčastější věkovou třídou stromů je třída s rozmezím 81 až 100 let. Roku 1928 byla darována část lesa v okolí Nového Hradu a roku 1963 převedena severní část, která byla ve vlastnictví Univerzity Karlovy.
S Kunratickým lesem tvoří jeden celek Michelský les, který na něj navazuje na severu a rozkládá se na území Michle a Chodova. Na jeho území dřív stávala také letní restaurace Hájovna, na jejímž místě byla restaurace již roku 1841. Koncem 19. století byla hájovna s restaurací zvána „U Rokosa“ a byla v majetku univerzity. Budova měla č. 172. V provozu byla i za 2. světové války.
Během pražského povstání byl les odpoledne 6. května 1945 obsazen jednotkami SS Kampfgruppe Wallenstein (bojová skupina/divize pancéřových granátníků ve výstavbě), která postupovala od jihu. Němci pak pokračovali v útoku na Chodov a Spořilov. V noci na 9. května se hlavní německé jednotky z Prahy stáhly na jihozápad, ale někteří Němci v Krčáku zůstali a boje a vyčišťovací operace zde probíhaly až do 16. května.
V oblasti lesa se nacházejí udržované lesní cesty, které slouží jak pro pěší, tak pro cykloturistiku. Lesní hospodářství je spravováno jednou hájenkou, která je trvale osídlena, a několika menšími objekty v okolí, které mají na starost i kontrolu stavu zvěře v lese.

### Nový hrad

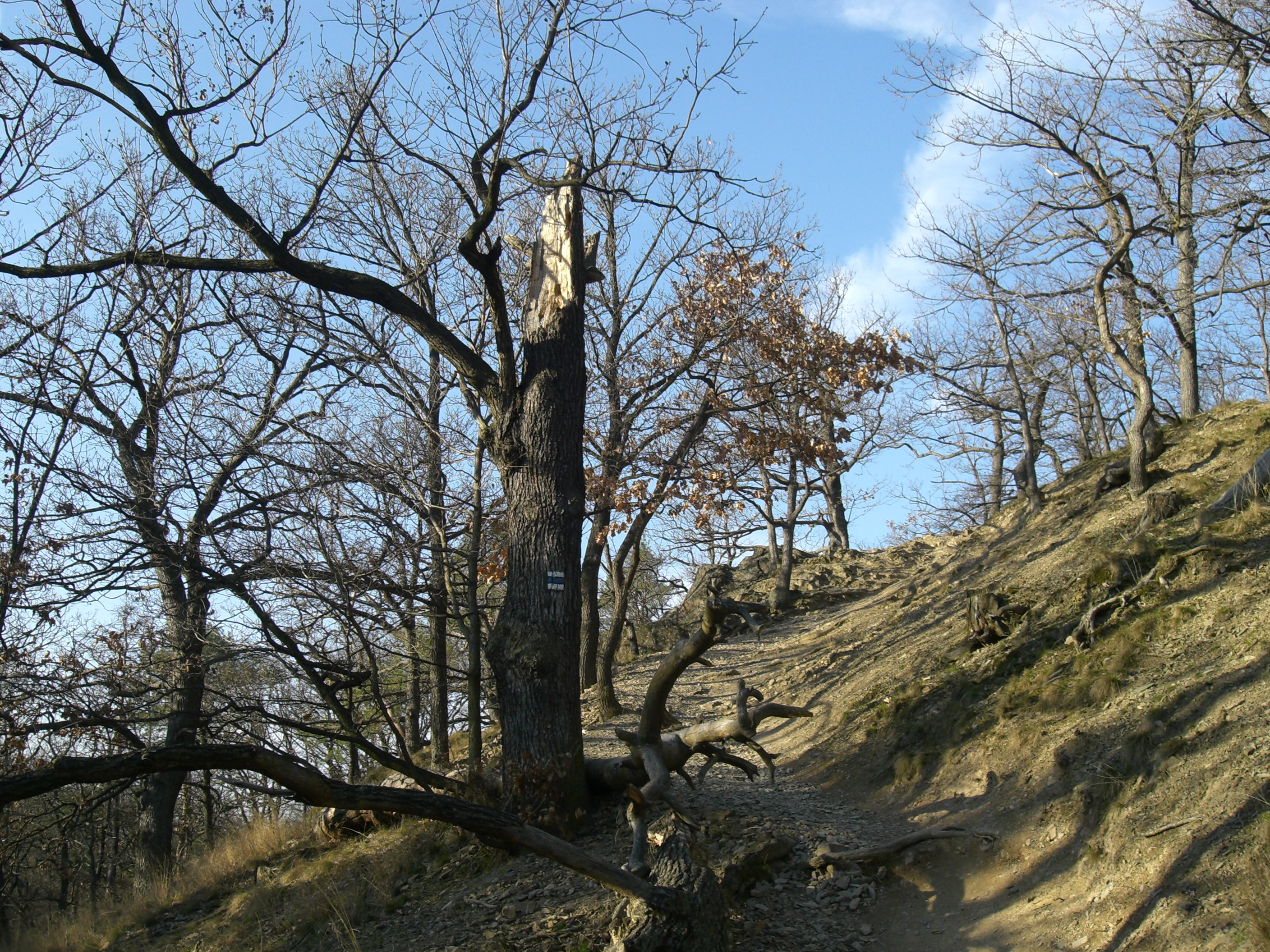
Cesta ke zřícenině Nového hrádku.

V jihozápadní části nedaleko ulice Vídeňské se nachází i zřícenina gotického Nového hradu (známějšího jako Nový hrádek), který zde byl vystaven mezi lety 1411–1412 na rozkaz krále Václava IV., který na hradě také 16. srpna 1419 zemřel. Zbytky hradu jsou volně přístupné.

### Přírodní památka Údolí Kunratického potoka
Značná část Kunratického lesa je tvořena přírodní památkou PP Údolí Kunratického potoka, které zahrnuje svahy v údolí Kunratického potoka o celkové rozloze 151,99 hektarů. Nachází se zde také Kunratický mlýn s Dolnomlýnským rybníkem, Urešova studánka (nazvána podle generálmajora Ing. Eduarda Ureše, který mapoval studánky v Praze i jinde), studánka Žofinka, studánka Václavka, studánka Krychle a zaniklá studánka Habrovka.

### Lesní restaurace

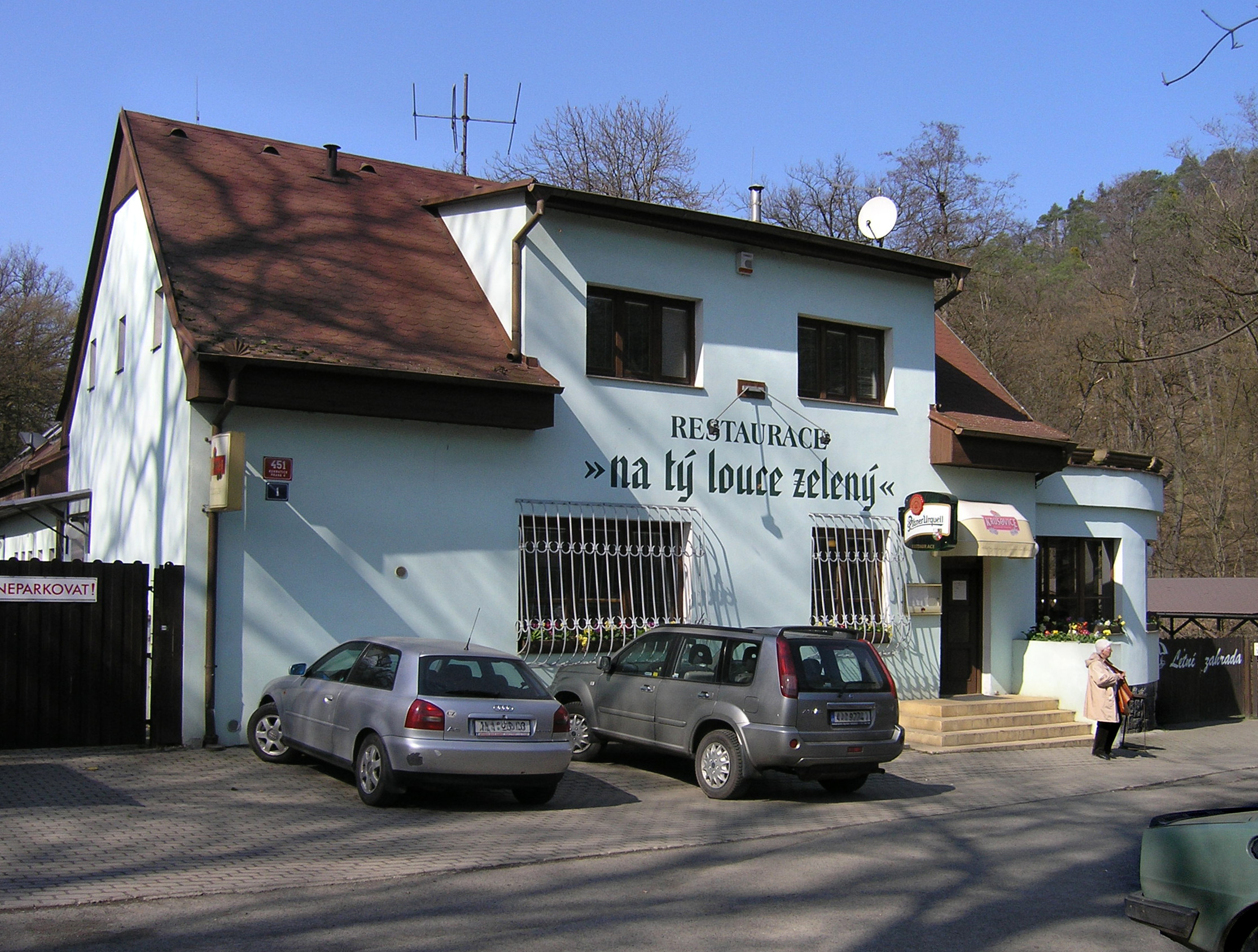
Lesní restaurace Na tý louce zelený

Na západním okraji lesa (blízko Institutu klinické a experimentální medicíny) fungují dvě restaurace – U krále Václava IV. a Na tý louce zelený, které ke Kunratickému lesu již dlouho neodmyslitelně patří.

### Mosty železniční trati

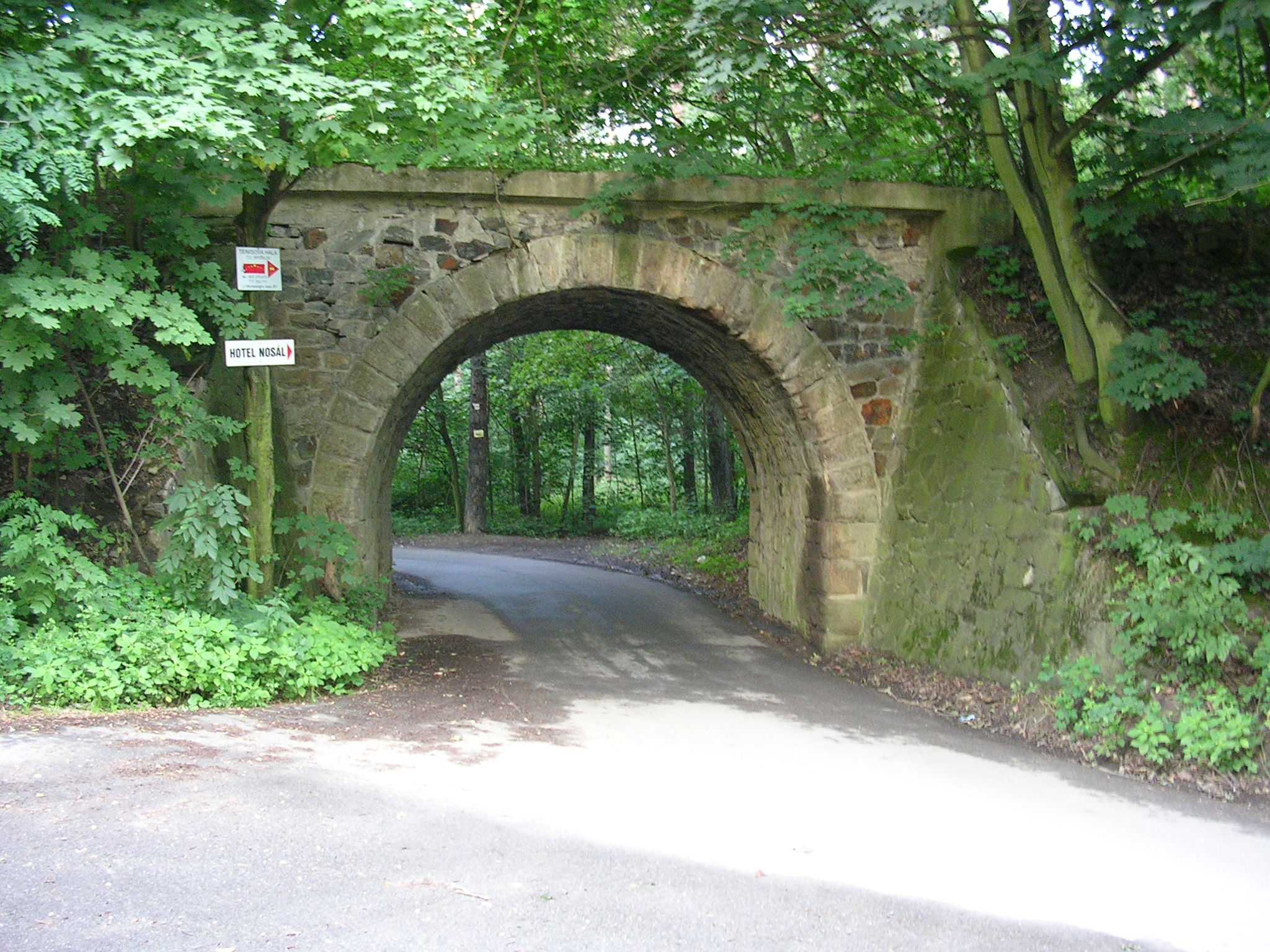
Starý železniční viadukt

V severní části lesa vede nad lesní cestou starý železniční viadukt a při Vídeňské ulici se poblíž rybníka U Labutě nachází pilíř dalšího mostu bývalé železniční trati z Vršovic přes Modřany do Čerčan a Dobříše. Jeden malý viadukt lze také nalézt nad Kunratickým potokem.
Trať byla v 60. letech 20. století přeložena do současné polohy a místo zalesněno.

### Tajemné schodiště
V jihovýchodním kvadrantu lesa se nachází ruina rozsáhlého venkovního schodiště, jehož původ a účel nebyl dlouho jasný. Nakonec se to podařilo až historikům v roce 2020. V současnosti (2022) je v dezolátním stavu.

## Geologie
Oblast se nachází na území jedné pražské pánve, kde je dobře přístupný geologický profil celým spodním ordovikem, včetně hranice mezi stupni dobrotiv a beroun. V jižní části se nacházejí nejstarší vrstvy, které se severním směrem dostávají do mladších poloh. Jižní a západní strmé svahy mají povrch tvořený sypanou ordovickou břidlicí.

## Fauna

### Stádo muflonů
V areálu lesa se vyskytuje i stádo muflonů uměle vypuštěné do oblasti v 70. letech 20. století, které se dnes odhaduje na počet 37 kusů (očití svědkové však mluví o 50 kusech). Každoročně se jejich počet zvyšuje o mláďata, a tak dochází každou zimu k odstřelu přibližně 15-20 kusů. Dlouhodobým cílem je snížit počet jedinců ve stádu na přibližně 20 kusů, jelikož muflon v lokalitě značně poškozuje bylinná společenstva na svazích a skalních výchozech. V oblasti byla vypuštěna i srnčí zvěř, čímž došlo k obnovení dřívějšího stavu, neboť po 2. světové válce byla vysoká zvěř v areálu lesa vystřílena.

### Další zvěř
Kromě zmíněného stáda muflonů a srnčí zvěře žije ze savců v lese také jezevec lesní a mnoho veverek.
Z ptáků jsou zde jinde vzácné žluny šedé. Hojné jsou zde sojky, strakapoudi a brhlíci. Značným problémem jsou volně pobíhající psi, kteří znemožňují zahnízdění některých ptačích druhů, kteří v oblasti Kunratického potoka hnízdí na zemi či jen nízko nad ní.
Z bezobratlých se zde vyskytují například střevlíčci, 44 druhů tesaříků nebo dřepčíci (např. zástupci brouků nosatec žaludový, Magdalis barbicornis), motýli jako nesytka dubová, vzpřímenka habrová, třásníček bílý či kropenatec vřesový, pavouci v zastoupení stepníka rudého nebo teplomila čtyřskvrnného. Všudypřítomní jsou i čmeláci.
Ze vzácnějších druhů měkkýšů se zde pozoruje několik druhů plžů jako například ostnatka trnitá, slimáčník táhlý. V Kunratickém potoce žije plž Clausilia pumila.
V oblasti jsou pravidelně prováděny sběry klíšťat s následným vyhodnocením, nejsou-li infikována lymeskou boreliózou. Ze studií vyplývá, že se na území Kunratického lesa toto onemocnění vyskytuje.
V lese se nachází dva zoo koutky.

## Flóra

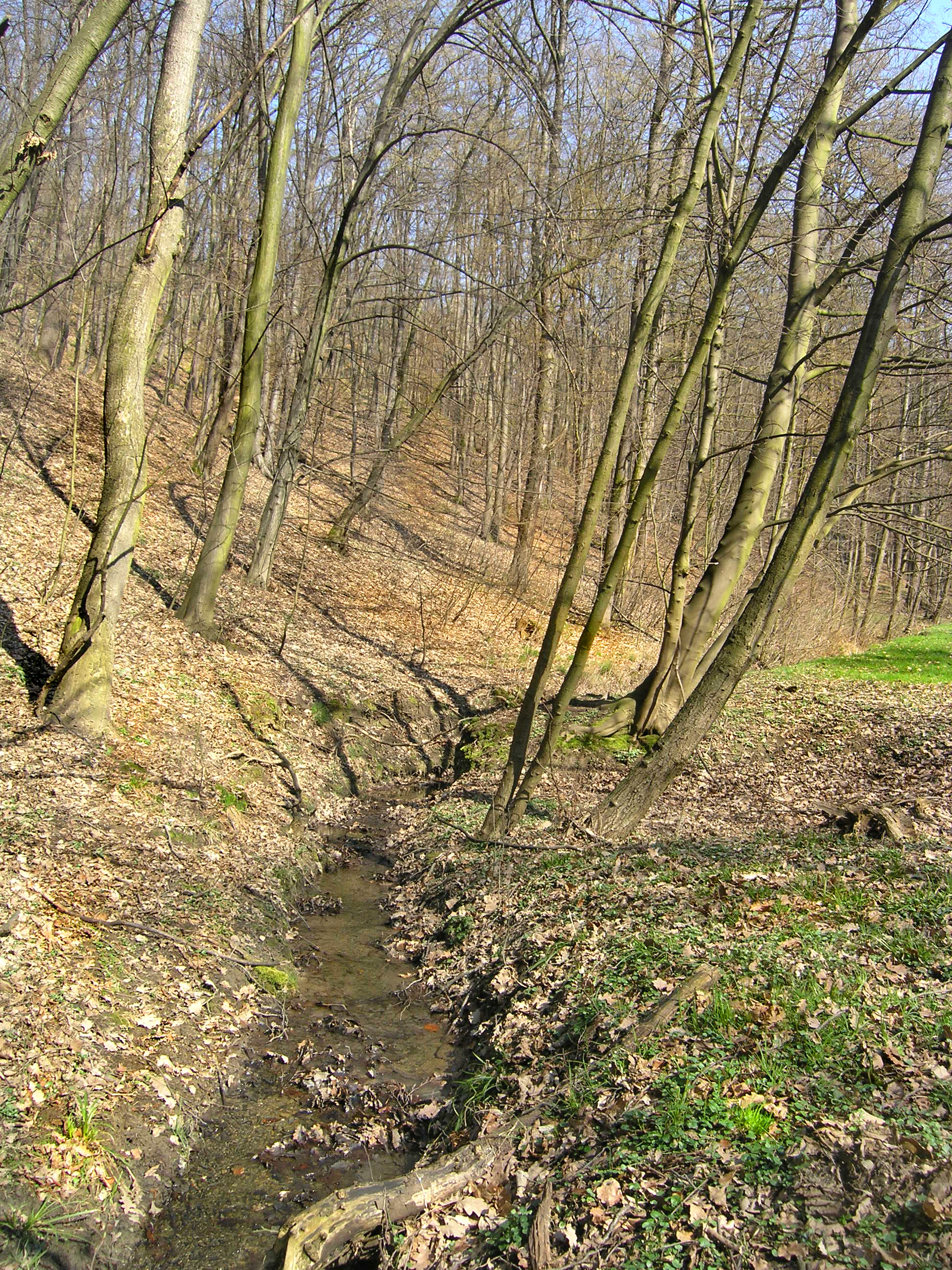
Svah nad Václavským potokem – přítokem Kunratického potoka

V oblasti jsou velmi cenné oblasti původního bukového a dubového porostu, které se nacházejí v oblastech lesa. V údolí nivy Kunratického potoka roste především olše lepkavá a jasan ztepilý, na příkrých svazích také habr obecný.
Na malé části sprašového území roste růže galská a třemdava bílá.  Příkré svahy převážně sprašových hornin jsou osídleny společenstvy skalní stepi.
Mimo tato vzácná společenstva se zde hojně vyskytuje také smrk ztepilý, borovice lesní, v některých areálech borovice černá, modřín opadavý, bříza bělokorá či lípa srdčitá.
Mezi keři jsou nejvíce zastoupeny střemcha hroznovitá, líska obecná, bez černý, hloh ostrotrný a svída krvavá. Z kvetoucích rostlin je zde možno převážně na jaře pozorovat v okolí potoka například sasanku hajní, orsejů jarních, či plicníků lékařských.
Nachází se zde i velmi vzácný mykorhizní hřib bronzový, který je v Praze znám pouze z lokality Kunratického lesa.
Rostou tu i dva exempláře metasekvoje a dva exempláře sekvojovce obrovského, tento druh je nejmohutnějším stromem na Zemi.
Vlivem blízkosti městské zástavby je flora místy více poškozena, ať už vlivem znečištění ovzduší nebo přímým tlakem rozrůstající se zástavby, extrémně vysokou návštěvností, která je často spojena s vandalismem, sešlapem půdy, poškozováním mladých částí rostlin či rozrušováním podloží zvěří (převážně muflony).

### Památné stromy
- Hraniční dub v Kunraticích
- Jilm vaz v Michelském lese
- Sekvojovce v Michelském lese
- Skupina dubů letních na východním okraji Kunratického lesa

## Sport a turistika
Oblast Kunratického lesa je pro svoji polohu uprostřed zástavby přirozenou plochou sloužící ke sportovním aktivitám provozovaných na čerstvém vzduchu. Mezi nejčastější sportovní využívání patří turistika, kondiční běh a cyklistika, které jsou provozovány/podporovány na vyznačených cestách, jichž velká část návštěvníků využívá. Část návštěvníků (převážně cyklistů na terénních modelech) nedbá značených cest a zdolává extrémnější svahy a oblasti v lese, čímž dochází k rozsáhlé devastaci původního porostu, kdy je zcela decimováno bylinné patro a urychlována eroze.
Severovýchodní částí Kunratického lesa a Michelským lesem prochází značená cyklotrasa A22, propojující Jižní Město a Braník. Na ni se napojuje krátká sdílená stezka od stanice metra Roztyly.

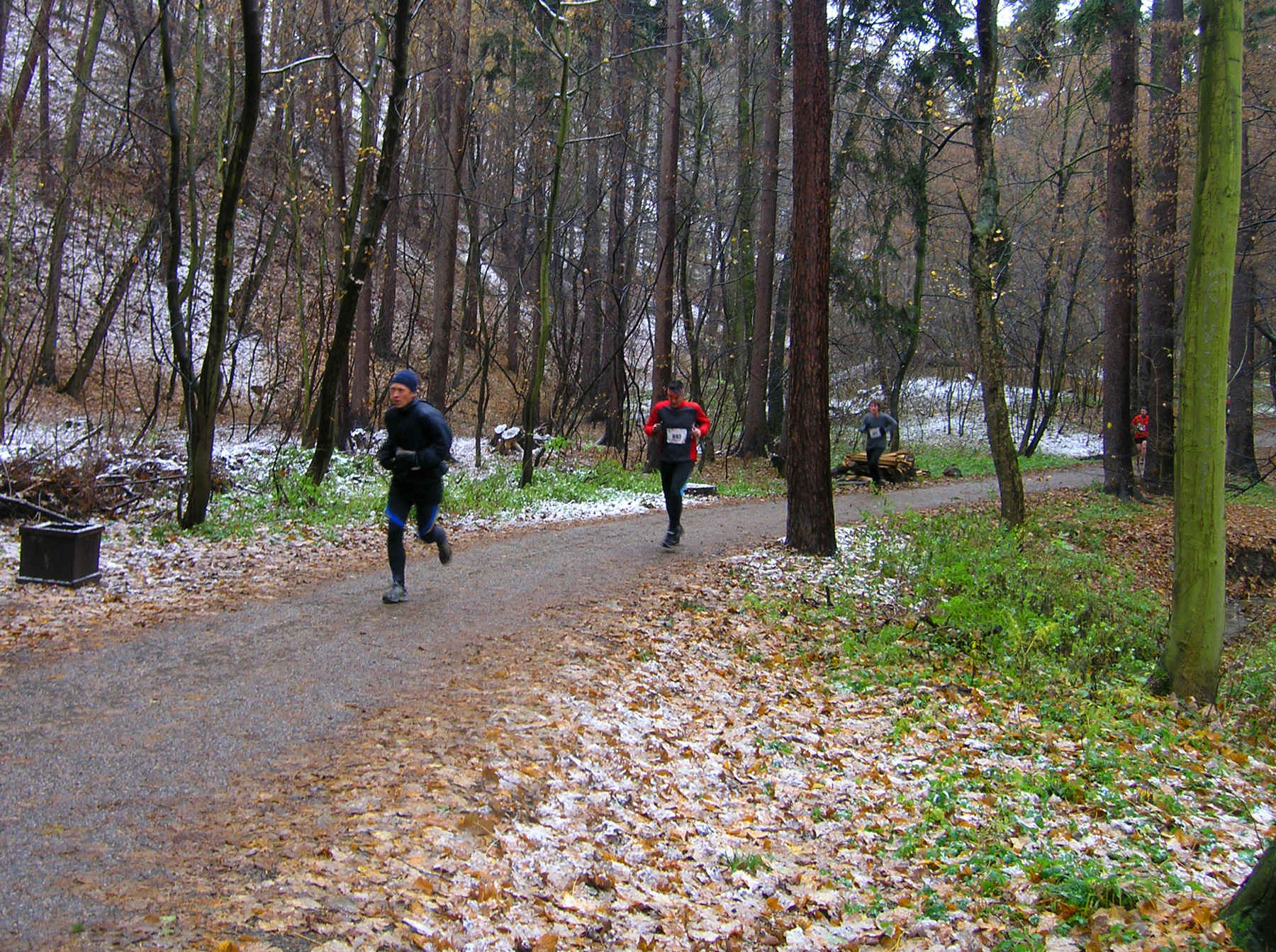
Velká kunratická

V oblasti lesa je síť pěších cest. Po nejvýznamnějších z nich je vyznačena síť pěších turistických značených tras. Žlutě značená trasa  6122 vede od Průhonic přes centrum Kunratic a dále podél Kunratického potoka (při jižním a západním okraji lesa), následně pak severním okrajem lesa ke stanici metra Roztyly. Modře značená  1007 vede od Zelených domků přes Nový Hrádek, pod nímž se křižuje se žlutou, a podél východního okraje lesa ke stanici metra Roztyly. Zeleně značená  3127 navazuje na žlutou u restaurace U Krále Václava IV. a klikatě prochází vnitřkem lesa přes vyhlídku na Krč až k Velkému altánu.
Na území Kunratického lesa a v jeho těsné blízkosti lze nalézt hřiště a sportovní prvky k posilování, basketbalu, tenisu, discgolfu, ping-pongu, fotbalu nebo slackline.

### Velká kunratická
V oblasti se pořádá každoročně velký běžecký přespolní závod zvaný Velká kunratická, který se běhá vždy v listopadu v jihovýchodní části lesa. Pro závod (v kategoriích muži a ženy-Hrádek) jsou charakteristická 3 prudká stoupání a 3 přeběhy Kunratického potoka. Zvláště „výběh k Hrádku“ je velmi náročný. Trasa pro muže a ženy běžící přes Hrádek je dlouhá 3100 m, ženská trať měří 1330 m.

## Fotogalerie

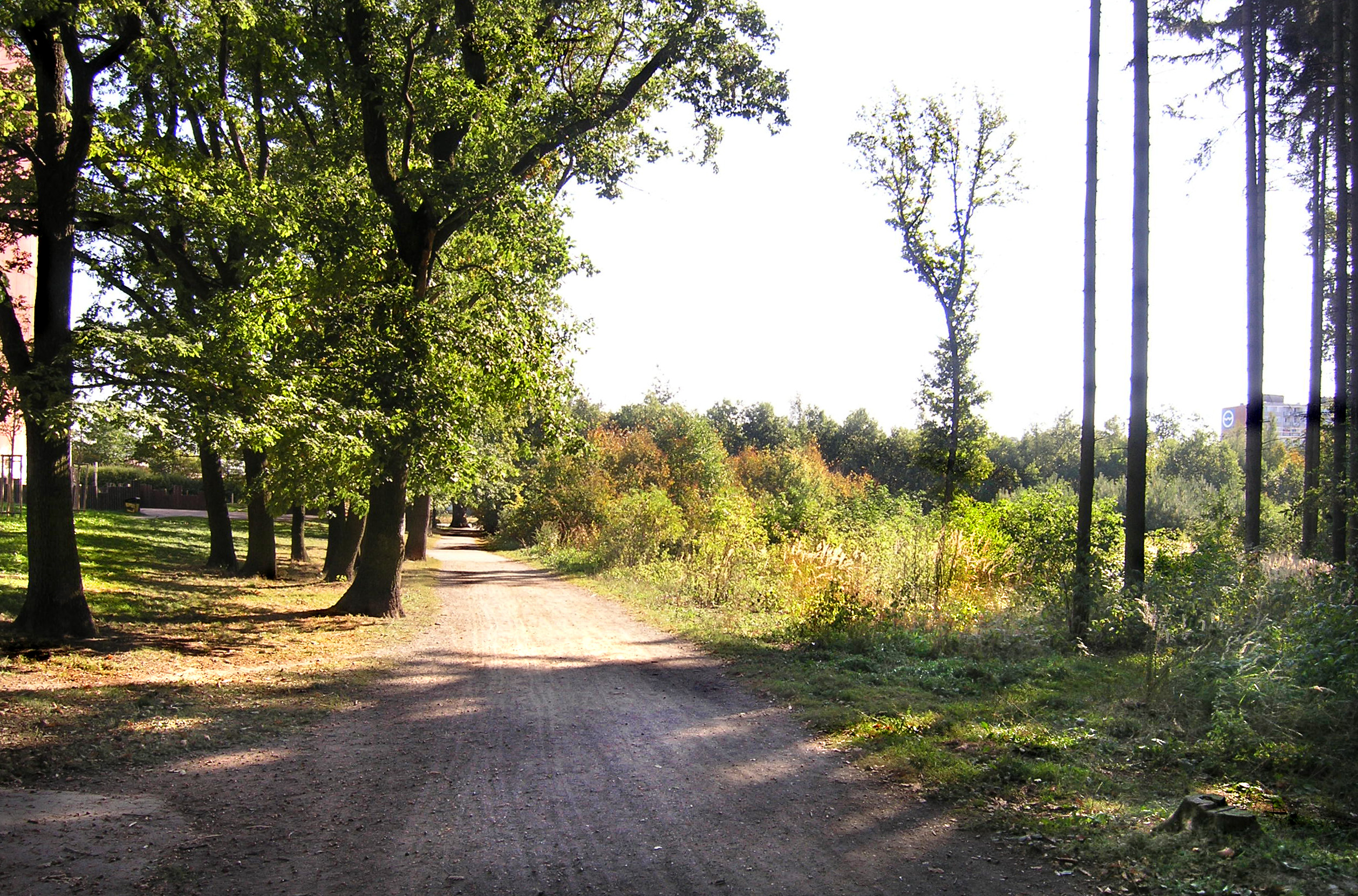
Východní část lesa u sídliště Jižní Město II
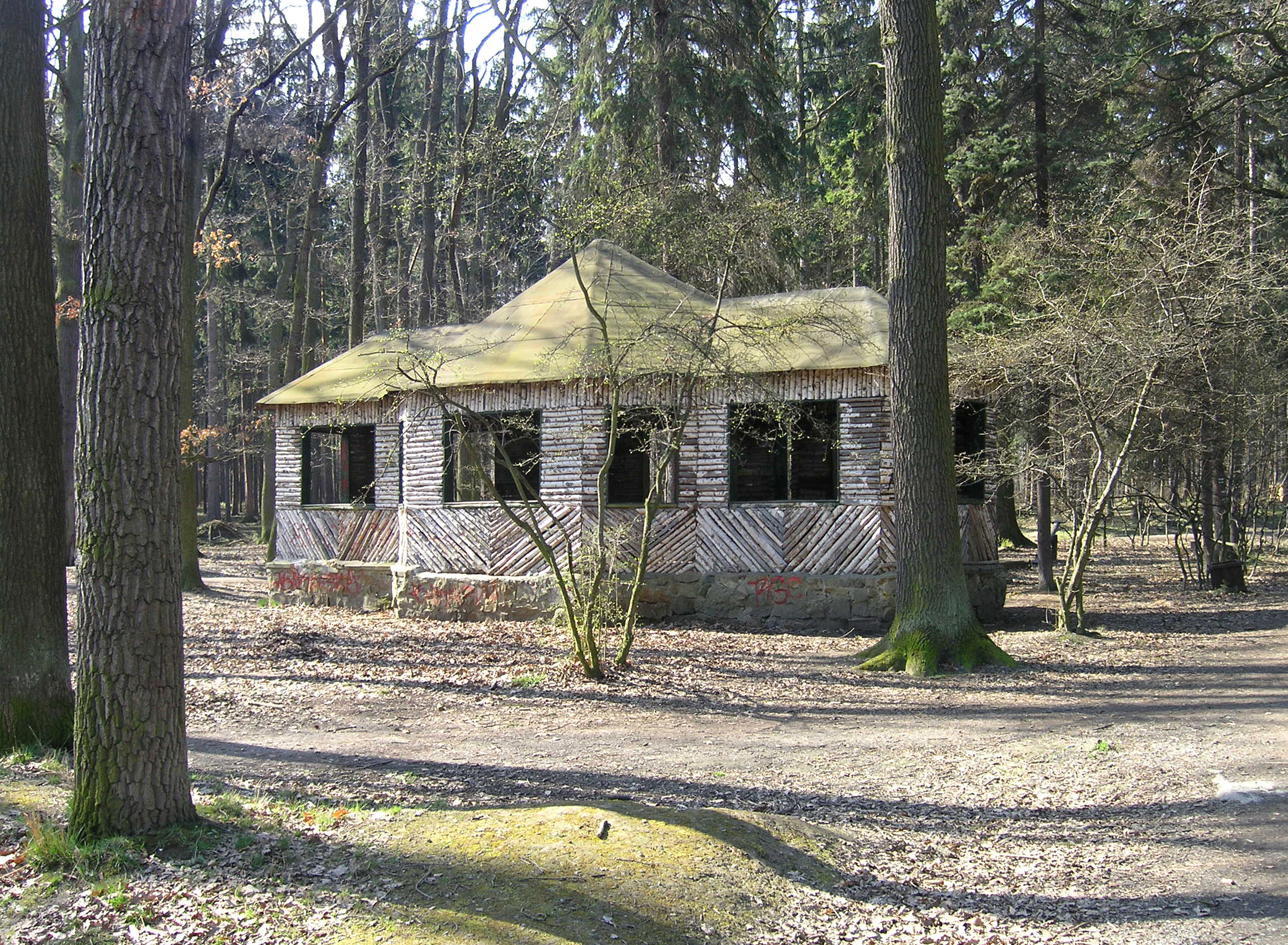
Velký altán před rekonstrukcí
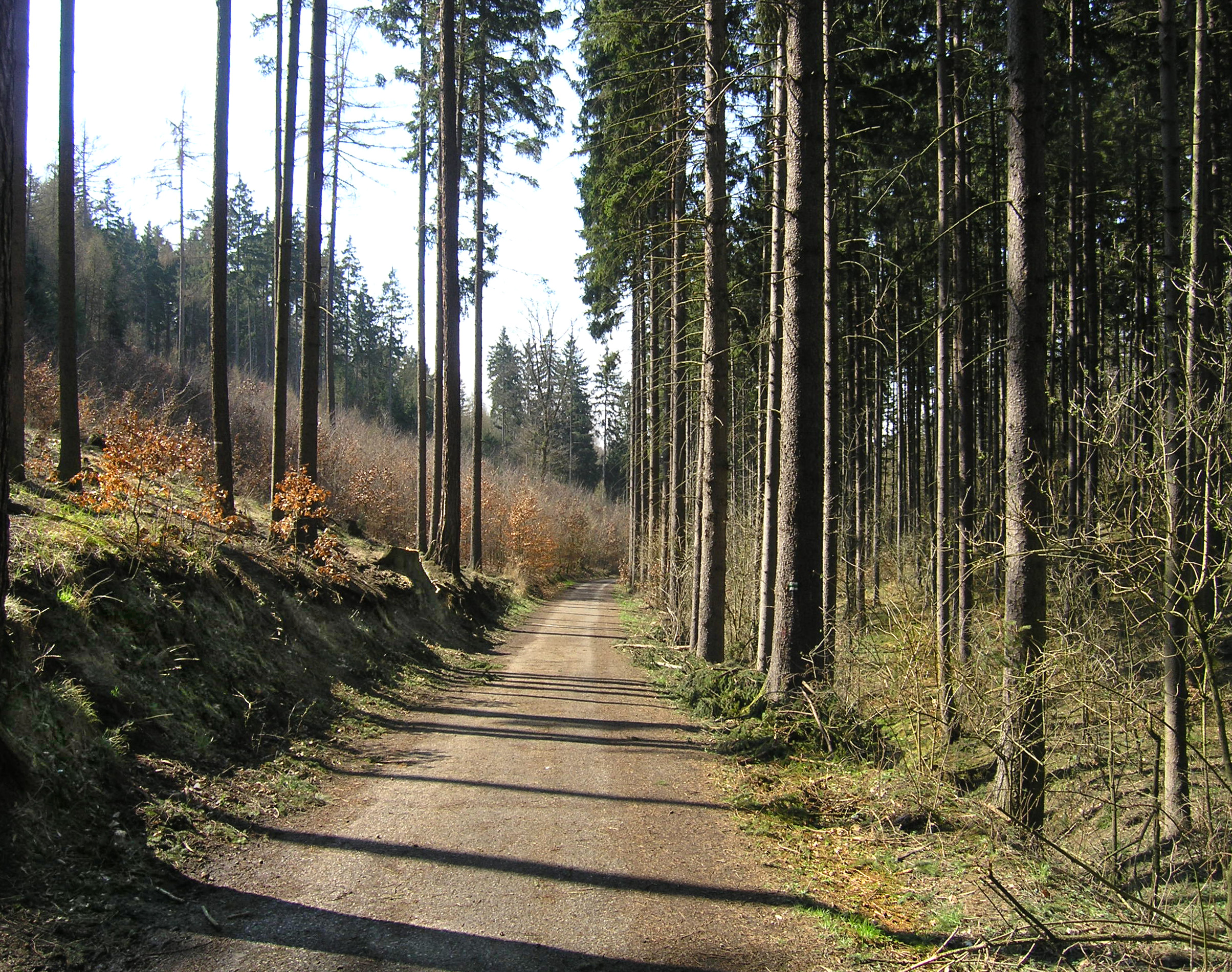
Jedna z cest údolím ke Kunratickému potoku
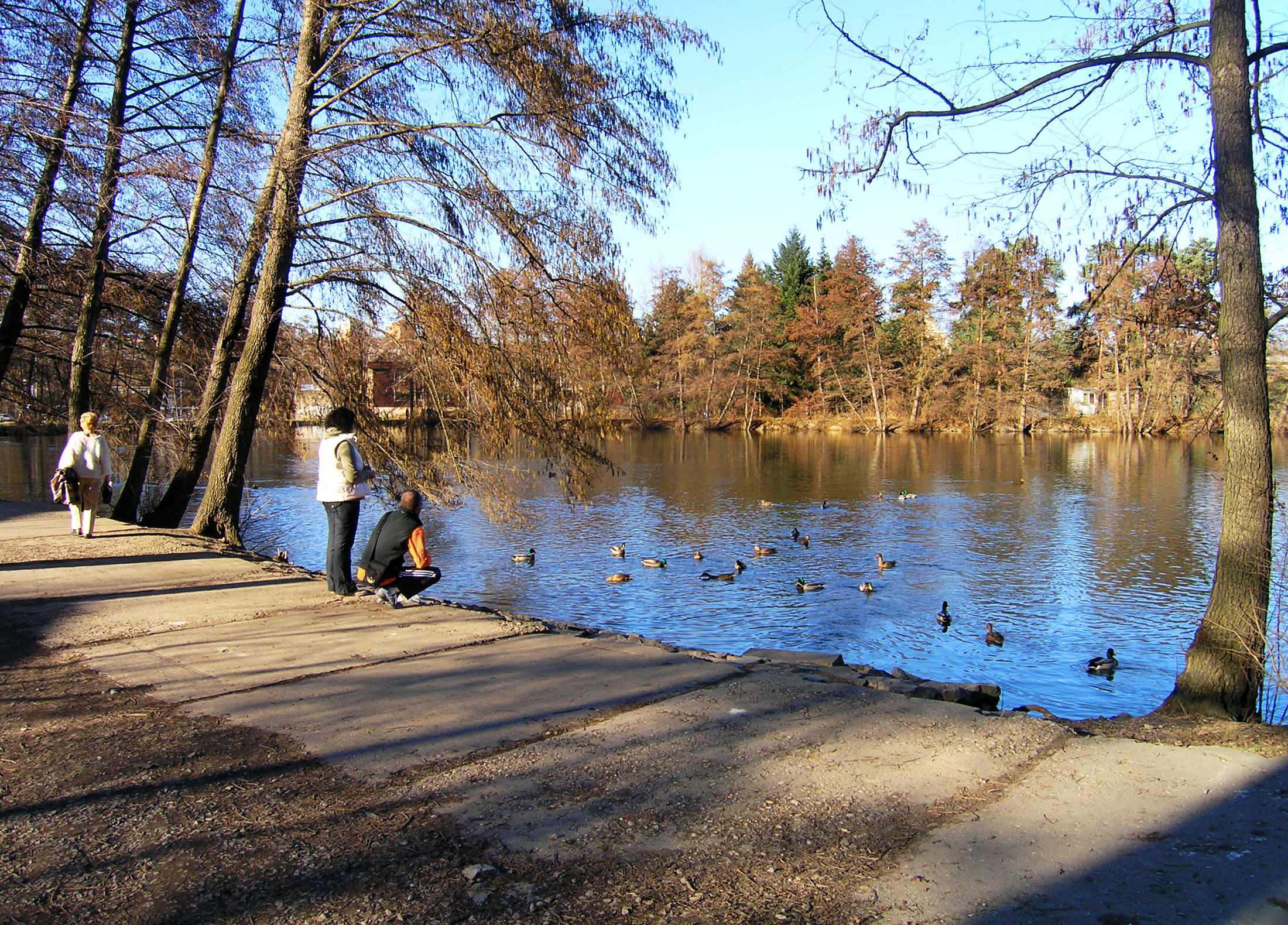
Rybník Labuť
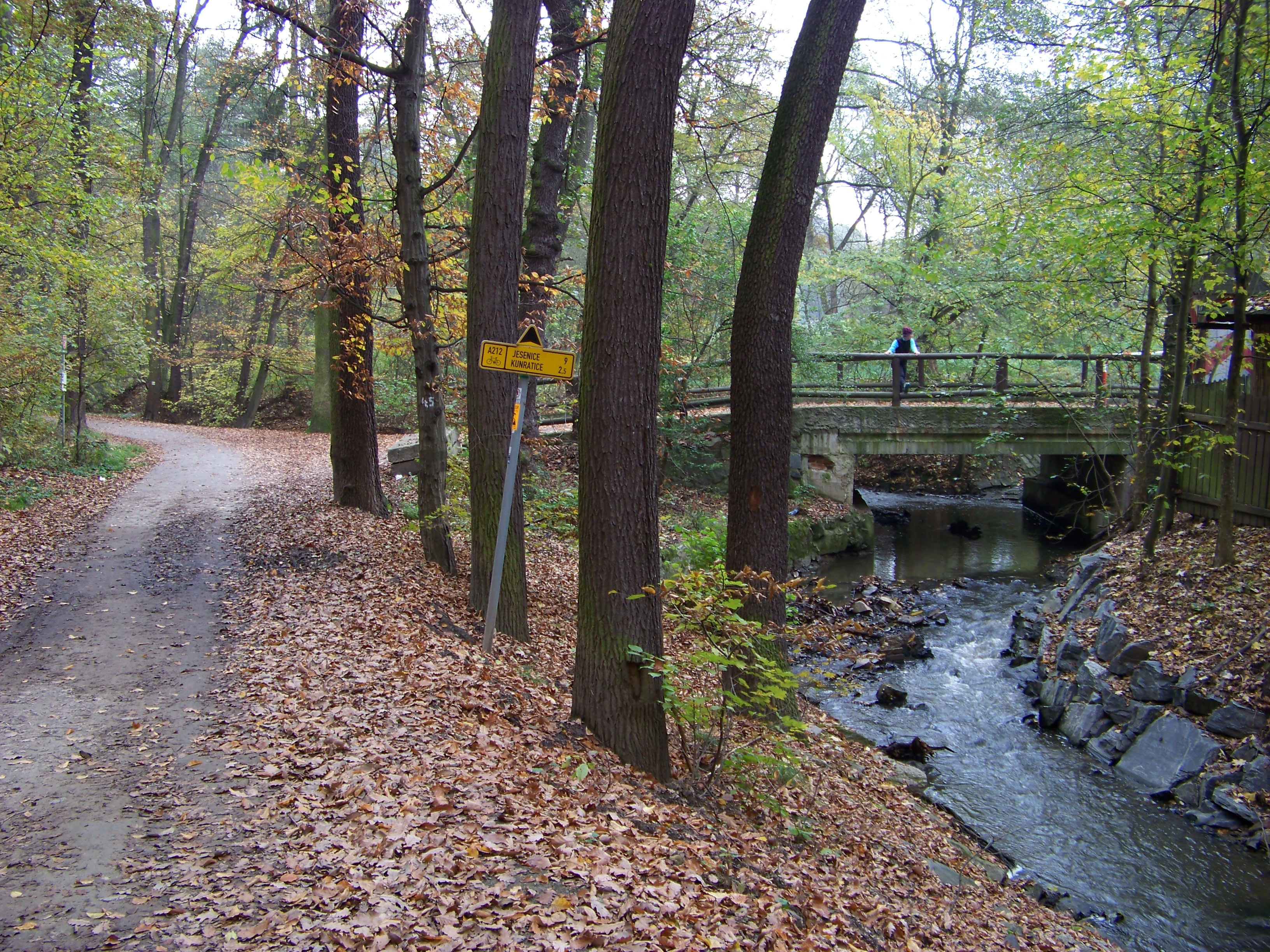
Kunratický potok